# Ontherus hadros
Ontherus hadros là một loài bọ cánh cứng trong họ Bọ hung (Scarabaeidae).